# Sabino Burgos
General Sabino Burgos fue un militar mexicano que participó en la Revolución mexicana.

## Zapatismo
Nació en Chietla, Puebla. Se unió a las filas zapatistas en enero de 1912, como oficial de un grupo bajo el mando del General Francisco Mendoza Palma, con quien operó hasta 1914 pues en septiembre de ese mismo año logró reunir sus propias fuerzas a las que pudo armar bien y por ese motivo comenzó a actuar bajo las órdenes directas del General Emiliano Zapata. Participó en la toma de Puebla de los Ángeles a finales de ese año. Permaneció fiel al zapatismo. 

## Ejército Mexicano
En 1920, durante el gobierno de Adolfo de la Huerta, ingresó al Ejército Nacional, en el cual permaneció hasta 1926, año en que murió envenenado. Había alcanzado el Grado de General de División.